# 甘岩乡
甘岩乡，是中华人民共和国西藏自治区昌都市丁青县下辖的一个乡镇级行政单位。

## 行政区划
甘岩乡下辖以下地区：
岩堆村、色达村、甘岩村、卡崩村和布堆村。